# Geraldus cambrensis
Geraldus cambrensis är en stekelart som beskrevs av Michael G. Fitton 1987. Geraldus cambrensis ingår i släktet Geraldus och familjen brokparasitsteklar. Inga underarter finns listade i Catalogue of Life.